# حیوان در حال مرگ
«حیوان در حال مرگ» (انگلیسی: The Dying Animal) یک کتاب از فیلیپ راث است که توسط هاوتن مفلین هارکورت منتشر شد.